# Wilhelm von Mirbach
Wilhelm Graf von Mirbach-Harff (Bad Ischl, 2 de julho de 1871 — Moscou, 6 de julho de 1918) foi um diplomata alemão que serviu como embaixador do Império Alemão na Rússia.

## Vida
Nascido em Bad Ischl, na Alta Áustria, em uma família aristocrática católica do Reno, era descendente de Johann Wilhelm von Mirbach-Harff, fundador da Academia de Cavaleiros da Renânia. Seus pais eram Ernst Graf von Mirbach e sua esposa Wilhelmine von Thun-Hohenstein (1851-1929).
De 1908 a 1911, Mirbach serviu como funcionário da embaixada em São Petersburgo, e então como conselheiro político para o comando militar alemão em Bucareste. Em 1915 tornou-se o embaixador alemão na Grécia, antes de ser expulso de Atenas em dezembro de 1916, quando o governo de Elefthérios Venizélos, apoiado pela Entente, assumiu o poder.
Participou das negociações teuto-russas no Tratado de Brest-Litovski de dezembro de 1917 a março de 1918. Foi nomeado embaixador alemão na Rússia em abril de 1918.
Mirbach foi assassinado por Yakov Grigoryevich Blumkin a pedido do Comitê Central dos Socialistas Revolucionários de Esquerda, que tentou incitar uma guerra entre a Rússia e a Alemanha. Blumkin entrou na residência de Mirbach em Moscou usando papéis forjados e atirou em sua vítima no ponto em branco. Seu assassinato assinalou o início da revolta dos Socialistas Revolucionários de Esquerda em Moscou em 1918.
Mirbach foi sucedido como embaixador alemão na Rússia por Karl Helfferich.
Coincidentemente, um parente posterior, Andreas von Mirbach, seria assassinado pela Fração do Exército Vermelho no cerco da Embaixada da Alemanha Ocidental em Estocolmo, em 1975.